# 사이언스 채널

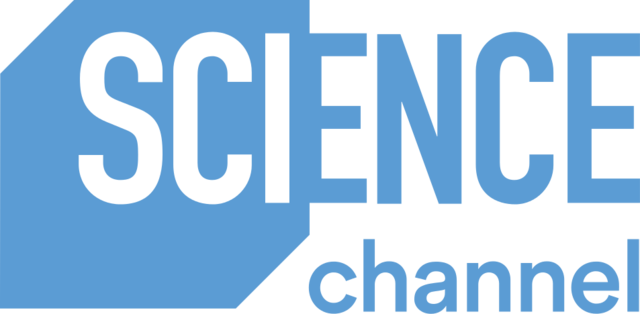

사이언스 채널(영어: Science Channel)은 디스커버리 커뮤니케이션 소속의 방송국으로, 과학 전문 채널이다.

## 연혁
1996년 10월에 설립되었다. 2007년부터 2011년까지의 채널명은 당연히 사이언스 채널(Science Channel)이었으며, 개국 초창기 당시에는 디스커버리 사이언스(Discovery Science)이다.

## 채널 번호
- 버라이즌 FiOS - 122번(SD)/622번(HD)
- AT&T U-verse - 258번(SD)/1258번(HD)
- Dish Network - 193번(SD/HD)
- DirecTV - 284번(SD/HD)/1284번(VOD)
- 올레TV - 178번(HD)
- 스카이라이프 - 102번